# ハロー!プロジェクトオフィシャルショップ
ハロー!プロジェクトオフィシャルショップとは、アップフロントグループが経営するグッズの直営店（タレントショップ）である。通称「ハロショ」。

基本的にはハロー!プロジェクトに所属するタレントのグッズを取り扱っているが、M-line club所属メンバー（ハロプロＯＧ）などのグッズも取り扱う場合がある。

## 概要
2000年11月21日に1号店である原宿店が、翌2001年2月9日には2号店として大阪心斎橋店が開店。以後、全国に常設や臨時で店舗を展開している。

また、店から距離が遠いなど実店舗に行けないファンの為にネット通販もある。

## 店舗

### 常設店舗
2020年現在、全店舗が電気街の中にある。
- 東京秋葉原店（末広町駅4番出口からすぐ。中央通りと蔵前橋通りが交差する外神田五交差点北西角のビル6階）
- 名古屋大須店（最寄駅は上前津または大須観音。商店街の中のビル2階）
- 大阪店（堺筋線恵美須町駅A1出口からすぐ。阪堺線からは遠い。堺筋沿いのでんでんタウン内のビル1棟1～3階）

### 過去に存在していた常設店舗
当初から期間限定で開設されていた常設店舗もある。その多くはモーニング娘。が絶頂期を迎えた2000年 - 2002年頃に営業していた。
- 原宿店→原宿本店（竹下通り商店街内。開店当初は明治通りに近い奥まった場所にあった。後に明治通りと原宿駅の中間ほどの場所に移転した後2010年春閉店）
- Good Dishes Club（「グッディクラブ」と読む。カフェレストラン）三宿本店・原宿店
- 渋谷109-2店（当初は上の階、後に地下2階に移転。後述するプッチミュージアムの併設、他店舗より遅い21:00までの営業時間など、実質的にはこちらが本店の位置付けだった）
- 上野店（アメ横センタービル4階）
- 町田店
- 大泉学園店
- 札幌店（サッポロファクトリー～札幌アルタ～ノルベサなど複数回移転）
- 花畑牧場店
- 旧名古屋店（名古屋駅前、   中経ビルの地下階）
- 京都店
- 心斎橋店（開店当初は心斎橋筋東側の心斎橋東通沿いのMUSE389-2階、その後心斎橋駅前の心斎橋プラザビル地下に移転。アップフロント関西事務所も同ビルにあった。2016年1月17日閉店、移転改称して現在の大阪店に）
- 松山店
- 福岡西新店
- 福岡店
- ハワイ店（閉店後も臨時店舗として営業） など

### 期間限定臨時店舗
常設店舗と共同でスタンプラリーなどのイベントを実施するなど、常設店舗に準じた扱いを受けていることが確実な店舗のみを挙げた。
- 東京ジョイポリス店
- 横浜・八景島シーパラダイス店
- 名古屋ダイエー今池店
- 大阪松坂屋天満橋店（モーニング娘。〜アート&カラー展）
- 大阪城公園店（オーサカキング）
- 天保山ハーバービレッジ店・大阪ビジネスパーク店（この2店舗はわくわく宝島）
- 神戸ポートピアランド店
- ダイエー甲子園店
- 長崎CAS ViLLAGE店
- ハワイ店（常設店舗廃止以降）
- 京セラドーム大阪店・池袋サンシャインシティ店（この2店舗はモーニング娘。10年記念展）
- サンストリート亀戸店（ハロプロエッグデリバリーステーション!）
- アリオ鳳店・八尾店 など

## 主な販売商品
- 生写真（定期的な商品入れ替え、店舗限定、誕生月・誕生日限定など）
- 各種グッズ（商品そのものにメンバーの生写真などがセットになっている事もある）
- トレーディンググッズ
  - ガチャガチャ
- バースデーカード、バースデーグッズ
- 市販の商品
  - CD、DVD、BD、書籍（写真集など）ほか
- フォトハロ（フォトプリント自動販売機）

支払には現金のほかにクレジットカード（Visa・Master）、電子マネー（iD・Edy・交通系）が利用できる。（レジでの支払いができないガチャガチャとフォトハロ、イベント時の臨時販売を除く）

## サービス

### ポイントカード制度
2014年4月より、ポイントカード制度を再開した。（過去に行われていた同様の制度については後述）。以前のシステムと同様に、申込時にカード代金として100円を支払うとともに加入することができるとされていたが、再開時より無料発行キャンペーンが継続して行われており、2016年2月現在でも無料で加入出来る。以前の制度との相違点としては、ポイント付与の割合が「購入金額200円ごとに1ポイント」に変更されている他、カードは11種類(11色)から選ぶことができる点がある。所有ポイントは商品レシートで確認することができる。
ポイントから交換できるグッズは次のとおりである。
交換できるグッズ
- 30ポイント ：L判生写真 単品(154円)
- 50ポイント ：2L判生写真 単品(258円) または L判生写真(258円)
- 60ポイント ：L判生写真 2枚セット(308円)
- 300ポイント：A4生写真(1,543円)  ※通常販売品(通常受注品)のみ対象

過去のポイントカード制度
2003年4月から2010年11月まで行われたシステムで、100円のカード代を支払うことにより加入することができた。購入金額100円ごとに1ポイントが付き、50ポイント単位で下記の特典グッズと交換することができた他、チケットに交換して貯めておくこともできた。
交換できるグッズ
- チケット1枚（50ポイント）：缶バッジ、ミニ色紙、コレクション生写真など
- チケット2枚（100ポイント）：チェンジングカード
- チケット5枚（250ポイント）：トートバッグ、写真ケースなど
- チケット10枚（500ポイント）：タペストリー、でか缶プレート、注文制商品（帽子、傘、Tシャツ）など

また、2006年6月 - 7月、2007年6月・9月と何度かチケットで参加できるくじ引きが実施された。2011年3月をもってこのサービスは終了した。

### 誕生日記念企画
2003年4月から2007年2月まで（招待状の配布はその前の月からスタート）行われた企画で、当該月に誕生日を迎えるメンバーに対して以下のような企画を行っている。過去には翌月に誕生日を迎えるメンバーのメッセージが入った招待状の配布も行われた。
- 店舗でのバースデーメッセージの掲示
- バースデーカードの販売 - 封入されている用紙にメッセージを書いて送ると抽選でメンバーの自筆色紙がもらえる。但し、2007年度はバースデーグッズと一本化されている。
- バースデーグッズの販売 - 2003年度はメンバーごとに様々な商品が発売されていたが、2004年度以降は年度ごとにすべて同じ商品に統一されている。
  - 2004年度：ミニポスター
  - 2005年度：携帯ストラップ
  - 2006年度：キーホルダー
  - 2007年度：フォトアルバムホルダー
  - 2008年度：フォトパチキーホルダー

前述通り、当店の内容はショップ独自のグッズ販売がメインだが、各店でステージ衣装・サイン入りポスター・色紙などが展示され無料で見る事ができる。

東京・大阪の２店では店内にステージとスクリーンが設置され、土休日を中心にイベントが開催されている（開催しない日や時間帯はコンサート映像が再生されている）。

### ハロー!プロジェクトプッチミュージアム
かつてあった有料施設。

ステージ衣装、直筆サインの色紙、舞台裏ポラロイド写真、グッズ類、メッセージ入り生写真の展示及びビデオレターの上映などが行われていたほか、握手会などのイベントが行われていたこともある。渋谷店に併設されていたが、同店の閉店に伴い閉鎖された。

他の場所に臨時で開設された事もあるが、ほとんどの場合渋谷店同様ハロショに併設されていた。